# Vida Gábor (műkorcsolyázó)
Vida Gábor (Budapest, 1929. október 4. – 2022. február 19.) magyar műkorcsolyázó, olimpikon, edző, sportvezető.

## Élete
Vida Gábor és Bley Ida gyermekeként született. 1948-ban az újpesti Könyves Kálmán Gimnáziumban érettségizett. 1957-ben a Budapesti Műszaki Egyetemen általános mérnöki, 1967-ben az Építőipari és Közlekedési Műszaki Egyetemen gazdasági mérnöki, 1974-ben a TFTI-n edzői oklevelet szerzett.
1946 és 1949 között a BKE, 1949–50-ben a MÉMOSZ SE, 1951–52-ben a Bp. Építők, 1952 és 1954 között a Bp. Honvéd, 1954 és 1957 között a Bp. Kinizsi / FTC műkorcsolyázója volt. 1950 és 1957 között Szöllősi Évával versenyzett párosban. 1950 és 1957 között a válogatott keret tagja volt. Edzői Szollás László (1950–1954) és Dilinger Rezső (1955–1957) voltak.
1957 és 1965 között a Magyar Jégrevü szólótáncosa és koreográfusa volt. Szerepelt az 1961-es Napfény a jégen című Bán Frigyes filmben.
1965 és 1984 között az FTC műkorcsolya szakosztályának vezetőedzője, 1984-től a Bp. Spartacus edzője volt. Tanítványai közül Szentmiklóssy Zsuzsa, Almássy Zsuzsa, Horváth Zoltán, Varga Vera, Erős Ágnes és Téglássy Tamara magyar bajnokok lettek.
Sportvezetőként a Magyar Jégsport Szövetség illetve a Magyar Korcsolyázó Szövetség edzőbizottságának a tagjaként tevékenykedett.
1965 és 1989 között az Aszfaltútépítő Vállalat munkatársa, építésvezetője volt.

## Sikerei, díjai
Elismerései
- a Magyar Népköztársaság Kiváló Sportolója (1951)
- Rákospalota, Pestújhely, Újpalota érdemérem (2021)[3]

Sporteredményei
- Universiade
  - aranyérmes: 1953, Bécs (páros)
  - ezüstérmes: 1951, Brassópojána (egyéni)
- Olimpiai játékok – páros
  - 10.: 1952 – Oslo
- Világbajnokság – páros
  - 8.: 1953 – Davos
  - 11.: 1955 – Bécs
- Európa-bajnokság – páros
  - 7.: 1956 – Párizs
  - 8.: 1955 – Budapest
- Magyar bajnokság
  - egyéni
    - 2.: 1951
    - 3.: 1949

  - páros
    - bajnok: 1953
    - 2.: 1950, 1951, 1952, 1954, 1955